# Ministero delle scienze e delle ICT
Il Ministero delle Scienze e delle ICT (과학기술정보통신부?, GwahwakgisuljeongbotongsinbuLR) è un ministero sudcoreano istituito nel 2017 come successore del Ministero delle Scienze, degli ICT e del Future Planning.

## Storia
Il Ministero fu creato dopo una riorganizzazione del piano governativo da parte della presidente Park Geun-hye. Dal 2017 ha fatto messo in atto varie politiche riguardanti la crescita economica e l'innovazione sulla Ricerca e lo Sviluppo.

## Attività
Il ministero controlla e valuta polizze tecnologiche, supporta lo sviluppo e la ricerca scientifica. Inoltre si occupa di sviluppare le risorse umane e aiutare la “R&S” (Ricerca e Sviluppo) su produzione e consumo di energia atomica, di pianificare l'informatizzazione nazionale, di operare con il Korea Post (il servizio postale nazionale) e di vigilare sulle bande delle frequenze radio.
È anche responsabile di consegnare il Premio della Korea Science and Technology, insieme alla Federazione Coreana per le Società della Scienza e della Tecnologia.

## Organizzazione interna
Il Ministero comprende varie suddivisioni, tra cui quella per il controllo del COVID-19 e per il supporto alle nuove digitalizzazioni.
Il primo vice mnistro tiene sotto controllo l'Ufficio di Coordinazione e quello delle Polizze per la Ricerca e lo Sviluppo; il secondo tiene sotto controllo gli Uffici per le Tecnologie di Informazione e Comunicazione e per le Polizze del Network. Oltre ai due vice ministri è presente una delegazione che si occupa dell'Innovazione per la Scienza e la Tecnologia.